# Delvaux (azienda)
Delvaux è un marchio belga di beni di lusso e la prima casa di pelle di lusso al mondo.

## Storia

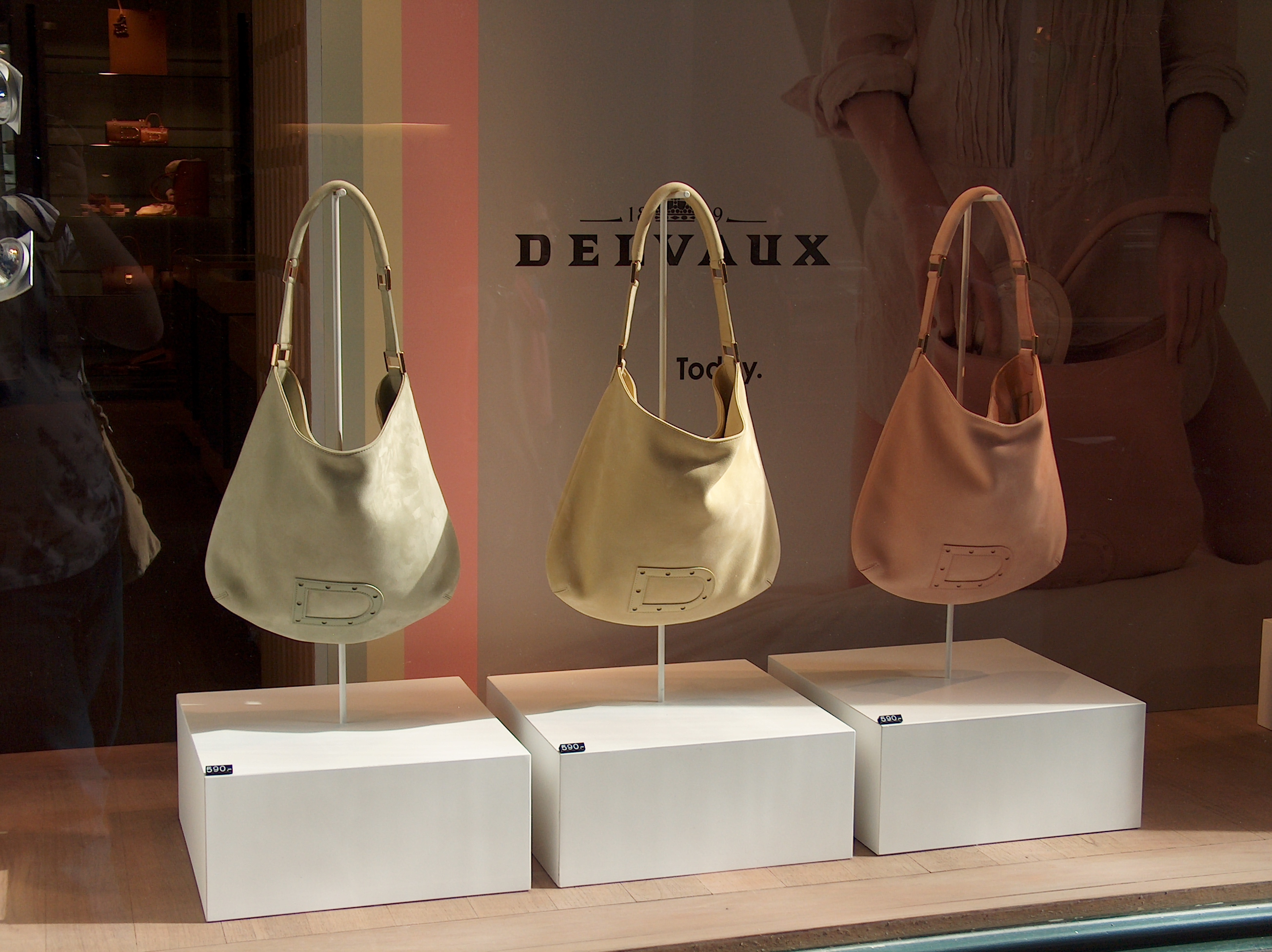
Vetrina Delvaux a Bruxelles

Charles Delvaux fondò la casa nel 1829, un anno prima dell'unificazione di Belgio nel 1830. All'inizio, la specialità di Delvaux erano le custodie da viaggio poiché Il Belgio disponeva della rete ferroviaria più fitta del mondo. Nel corso del tempo, gli articoli si sono affinati e diventati più lussuoso. In questo periodo, Il re Leopoldo II era cliente e nominò Delvaux "Fornitore della Corte". All'inizio del XX secolo, la gamma di prodotti è stata ampliata per includere borse da donna.
Nel 1933 l'azienda fu rilevata da Frans Schwennicke. Delvaux si trasforma in un marchio esclusivo e sarà il primo a presentare collezioni stagionali che rispecchiano l'haute couture. Le creazioni di Delvaux sono spesso ispirato sul surrealismo belga.
Le filiali si trovano in Belgio, Francia, Giappone, Cina, Canada, Corea del Sud, Italia, Gran Bretagna, Emirati Arabi Uniti e Stati Uniti .